# Moord op Samuel Paty
De Moord op Samuel Paty, ook bekend als de aanslag van Conflans-Sainte-Honorine op 16 oktober 2020 in de Franse plaats Éragny was een jihadistische aanslag waarbij de leraar geschiedenis en maatschappelijke vorming Samuel Paty op straat werd onthoofd. Dit gebeurde vlak bij het College du Bois d'Aulne in Conflans-Sainte-Honorine waar het slachtoffer lesgaf. De dader, Abdoullakh Anzorov, was een 18-jarige Tsjetsjeense moslim die via zijn ouders een vluchtelingenstatus had gekregen toen hij nog minderjarig was.

## Achtergrond
De aanslag gebeurde op het moment dat het proces tegen de daders van de aanslag op de redactie van het weekblad Charlie Hebdo in 2015 in Frankrijk werd gehouden. De Deense cartoons van 2006 waren door hetzelfde weekblad op 1 september 2020 net opnieuw gepubliceerd. Deze publicatie werd aangegrepen om een nieuwe aanval uit te voeren in Parijs op 25 september in de buurt van het voormalige pand van Charlie Hebdo.
De moord in Éragny kwam kort na de toespraak van de president van Frankrijk, Emmanuel Macron, over de strijd tegen het 'separatisme', die hij op 2 oktober 2020 in Les Mureaux had gehouden, circa 10 km verder naar het westen. Macron presenteerde maatregelen om het secularisme te versterken met een ontwerp van wet ter versterking van de republikeinse principes, en merkte op dat "de islam zich in een crisis bevindt".
De aanslag was de tweede onthoofding in Frankrijk en Europa sinds de aanslag in Saint-Quentin-Fallavier in 2015, en de zesde islamitische aanslag in Frankrijk sinds het begin van het jaar 2020.

## Slachtoffer
Het slachtoffer, Samuel Paty, was leraar geschiedenis en maatschappelijke vorming. Hij werd in 1973 in Moulins geboren, in de Allier. Na zijn studies aan de universiteit van Lumière-Lyon-II en vervolgens het IUFM van Lyon, begon hij met lesgeven. Het was zijn vijfde jaar op het Collège du Bois-d'Aulne in Conflans-Sainte-Honorine.
Volgens verschillende getuigenissen van zijn studenten en oud-studenten was Paty vriendelijk, attent, respectvol voor iedereen, niet op zoek naar controverse, met liefde voor zijn werk, begaan met -, en gewaardeerd door zijn leerlingen. Hij was gescheiden en was vader van een kind van vijf jaar. Paty werd op 21 oktober 2020 postuum tot ridder van het Legioen van Eer geslagen, tijdens een nationaal eerbetoon op de Sorbonne ter zijner gedachtenis.

## Aanloop en daad
Samuel Paty gaf op 6 oktober een les maatschappelijke vorming aan leerlingen van de vierde klas over vrijheid van meningsuiting, een thema uit het nationale leerplan. Een deel van de les bestond uit het beschrijven van censuur vanuit een historisch oogpunt, zoals bij Voltaire, die in zijn tijd sterk werd gecensureerd, en, opnieuw vanuit historisch oogpunt, de beschrijving van de aanslagen van januari 2015. Paty ging de les verder met het presenteren van een ethisch dilemma, de leerlingen moesten de zin die begon met Vrijheid is een recht dat erin bestaat te doen wat men wil ... aanvullen en ten slotte een tekening over het thema vrijheid maken. Paty liet daarbij ook twee cartoons van Mohammed uit het satirische weekblad Charlie Hebdo zien. Volgens oud-leerlingen presenteerde hij dit vak elk jaar op dezelfde manier, zonder dat dat negatieve reacties bij de leerlingen of ouders had opgeroepen. Paty gaf vooraf aan de cartoons te willen bespreken en stelde voor dat leerlingen die deze tekeningen niet wilden zien, tijdelijk het klaslokaal konden verlaten of konden wegkijken van de cartoons.
De Marokkaanse moslim Brahim Chnina plaatste op 8 oktober hierover door middel van verschillende berichten een klacht op Facebook. De halfzus van Chnina was een jihadiste en was in 2014 naar Syrië gegaan. Chnina was boos over de manier waarop Paty zijn les had gegeven. Hij beweerde dat zijn dochter Zora Chnina bij de betreffende les aanwezig was geweest, maar ze was in werkelijkheid die dag niet gekomen. De vader beschuldigde Samuel Paty ervan de studenten 'een foto van een naakte man' te hebben laten zien en daarbij te hebben gezegd, dat het de profeet was. De tekst die hij op Facebook publiceerde, spoorde zijn 'broeders en zusters' aan om een klacht bij de CCIF in te dienen, een antiracisme-organisatie, en bij de overheid.
Op internet werden minstens twee filmpjes geplaatst waarin de leraar onder meer een misdadiger en ziek werd genoemd. Eén filmpje was van Brahim Chnina afkomstig, die het gebruik van deze karikaturen veroordeelde, de leraar een misdadiger noemde en Paty er opnieuw van beschuldigde dat hij de studenten 'de foto' van een naakte man had laten zien. De video werd op 9 oktober op sociale netwerken geüpload, onder meer op de Facebook-pagina van een nabijgelegen moskee. De eerste video van Chnina was volgens het bestuur al op WhatsApp in moslimkringen bekend en werd er over gesproken. Naam en adres van de school en de naam van Paty waren in een van de filmpjes gepubliceerd.
Op de dag van de moord bracht een vriend de dader, Abdouallakh Anzorov, van zijn woonplaats Evreux naar de school van Paty, 100 kilometer verderop. Anzorov kende alleen de naam van zijn slachtoffer en de naam van de school, maar kon Paty niet identificeren. Hij benaderde daarom rond 14.00 uur een leerling en bood deze 300 euro als hij Samuel Paty kon aanwijzen. Om hem over te halen gaf Anzorov hem alvast 150 euro. De tiener wachtte samen met Anzorov op Paty om deze aan te wijzen. Volgens de verklaringen van de tiener vertelde de terrorist hen dat hij de leraar "wilde filmen, hem wilde dwingen om vergeving te vragen, hem te vernederen en hem te slaan". Twee personen wezen rond 17.00 uur Paty aan toen hij de school verliet.

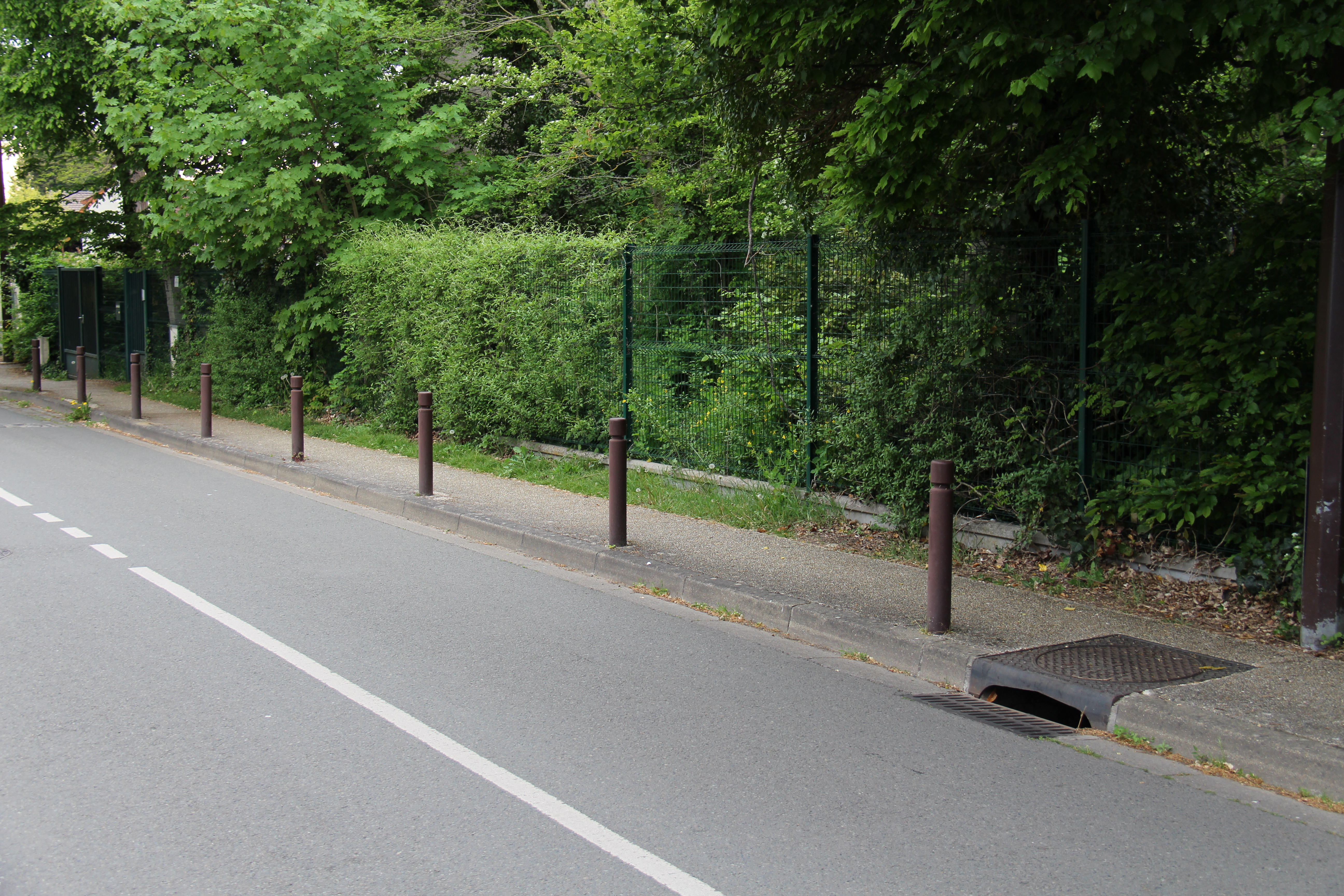
De rue du Buisson Moineau in Éragny, waar Samuel Paty werd onthoofd.

Politieagenten die op patrouille waren troffen het lichaam van het onthoofde slachtoffer rond 17.00 uur aan in de rue du Buisson-Moineau in Éragny, vlak bij de school in Conflans-Sainte-Honorine. De verdachte werd 600 m verderop aangetroffen en werd even later doodgeschoten toen hij met zijn airsoft luchtpistool op de politieagenten begon te schieten en met een mes op hen afkwam.

## Onderzoek
Een afbeelding van Paty's afgehakte hoofd werd direct na de moord op Twitter geplaatst. Dat was door iemand met het pseudoniem @Tchetchene_270 gedaan, van een account dat volgens de aanklager voor terrorismebestrijding Jean-Francois Ricard van Abdullakh Anzorov was. Bij de foto stond geschreven: "In de naam van Allah, de meest barmhartige, de meest genadige, aan Macron, de leider van de ongelovigen, ik heb een van je hellehonden geëxecuteerd die Mohammed durfde te kleineren".
In maart 2021 kwam aan het licht dat de leerlinge het verhaal van wat er tijdens de les van Paty was gebeurd, had verzonnen om haar schorsing wegens slecht gedrag te verdoezelen. Medeleerlingen zeiden dat ze die les afwezig was. Elf mensen werden later voor onderzoek in hechtenis genomen. Onder hen de grootouders, ouders en de 17-jarige broer van Anzorov.
De scholiere werd wegens laster vervolgd, en haar vader werd van medeplichtigheid verdacht aan de moord.
Vijf minderjarige leerlingen van de school werden eind 2023 veroordeeld voor bendevorming met geweld met verzwarende omstandigheden, één leerling, de Marokkaanse Zora Chnina werd veroordeeld voor de valse aanklacht (ze was niet aanwezig tijdens de les). Op 20 december 2024 was er een tweede rechtszaak, waarbij acht personen worden verdacht van medeplichtigheid aan terroristische moord en Brahim Chnina veroordeeld werd tot 13 jaar hechtenis.

## Nasleep
De moord ging als een schok door Frankrijk. President Macron verklaarde: "Dit is een duidelijk islamistische aanslag. Een aanval op de waarden van de Franse Republiek, op de waarden van de Verlichting en de mogelijkheid om van onze kinderen, waar zij ook vandaan komen, vrije burgers te maken." Op zondag 18 oktober gingen overal in Frankrijk tienduizenden mensen de straat op. De hashtags #JeSuisProf en #JeSuisEnseignant werden massaal op sociale media geplaatst. Die verwezen naar de aanslag op Charlie Hebdo op 7 januari 2015 waarbij de cartoons over Mohammed ook een rol hadden gespeeld, waarna uit protest tegen de aanslag de hashtag #JeSuisCharlieHebdo was gebruikt. De moord was de rechtstreekse aanleiding voor een amendement bij de Wet ter versterking van de republikeinse principes, waardoor doxing, het kwaadwillig verspreiden van persoonsgegevens, strafbaar werd gesteld.